# FK Bačka 1901
FK Bačka 1901 (serb. cyr. ФК Бачка 1901) – serbski klub piłkarski, mający siedzibę w mieście Subotica na północy kraju.

## Historia
Chronologia nazw:
- 3.08.1901: Bácska Szabadkai Athletikai Club (węg. Bácska SAC)
- 05.1920: Jugoslavensko atletičko društvo "Bačka" (chorw. JAD Bačka)
- 193?: Hrvatsko športsko društvo "Bačka" (chorw. HŠD Bačka)
- 1941: Bácska Szabadkai Athletikai Club (węg. Bácska SAC)
- 1945: Hrvatsko fiskulturno društvo "Građanski" (chorw. HFD Građanski)
- 1946: Fiskulturno društvo "Sloboda" (serb. FD Sloboda)
- 1949: klub rozwiązano
- 1950: FD Zvezda - po fuzji klubów Bratstvo i Tekstilac
- 1969: FK Bačka
- 2001: FK Bačka 1901

Piłkarski klub Bácska Szabadkai Athletikai Club został założony w Suboticy (węg. Szabadka) w regionie Bačka (węg. Bácska) 3 sierpnia 1901 roku, kiedy miasto należało do Austro-Węgier i nosiło węgierską nazwę. Od sezonu 1908/09 zespół występował w mistrzostwach południowych regionów Królestwa Węgier. Do tej pory grał tylko mecze towarzyskie. Mistrzostwa Węgier rozgrywane najpierw w czterech obszarach: południowym, wschodnim, zachodnim i karpackim. Mistrzowie wszystkich tych okręgów systemem pucharowym wyłaniały zwycięzcę, który potem walczył o mistrzostwo Węgier z klubami z Budapesztu. klub uczestniczył we wszystkich sezonach od 1908/09 do 1914 i 1919 roku - cztery razy zdobył mistrzostwo okręgu południowego (1908/09, 1911/12, 1912/13, 1918/19), był drugim w 1910 oraz trzecim w 1911 roku.
1 grudnia 1918 proklamowano powstanie zjednoczonego Królestwo Serbów, Chorwatów i Słoweńców (SHS), która przejęła z rąk węgierskich Wojwodinę z Suboticą i klub w maju 1920 roku zmienił nazwę na język chorwacki Jugoslavensko atletičko društvo "Bačka" (JAD Bačka). Od 1922 uczestniczył w rozgrywkach regionalnych mistrzostw SHS, a od 1929 Jugosławii. Najpierw rozgrywane mistrzostwa Subotickiego (od 1929 - Nowosadzkiego) Okrężnego Związku Piłki Nożnej (drugi poziom ligowy), a potem zwycięzcy okręgów walczyli o mistrzostwo Jugosławii. W 1923 został mistrzem Subotickiego OZPN, a potem debiutował w mistrzostwach Jugosławii. W 1925 po raz drugi zdobył mistrzostwo okręgu i znów startował w mistrzostwach Jugosławii, gdzie dotarł do półfinału rozgrywek. W 1926 po raz ostatni jako mistrz okręgu startował w mistrzostwach Jugosławii. W 1939 roku uczestniczył w chorwacko-słoweńskiej lidze jako Hrvatsko športsko društvo "Bačka" (HŠD Bačka), a w sezonie 1940/41 grał w mistrzostwach podokręgu chorwackiej federacji.
6 kwietnia 1941 nastąpił atak III Rzeszy na Jugosławię. Po dwunastu dniach walk państwo jugosłowiańskie upada, a jego ziemie zostają rozdzielone pomiędzy Niemcy i państwa sojusznicze: Włochy, Węgry i Bułgarię. Wojwodina (Baczka), słoweńskie Prekmurje oraz chorwackie Baranja i Medimurje zostały włączone do terytorium Węgier. Klub ponownie przyjął węgierską nazwę Bácska Szabadkai Athletikai Club (Bácska SAC). W sezonie 1941/42 startował w węgierskiej Nemzeti Bajnokság III. W kolejnych sezonach występował w trzeciej lidze węgierskiej, gdyż w latach 1941-1944 do Węgier należała część Jugosławii.
Po zakończeniu II wojny światowej miasto wróciło do Jugosławii. 26 maja 1945 roku klub zmienił nazwę na Hrvatsko fiskulturno društvo "Građanski" (HFD Građanski), ale nie trwało to długo, bo już w marcu 1946 roku władze komunistyczne zmieniły nazwę na serbski język Fiskulturno društvo "Sloboda" (FD Sloboda). Władze miejskie w 1949 roku rozwiązały klub, który był symbolem najstarszego chorwackiego klubu w Baczce. Wkrótce w regionie przestały istnieć inne kluby i instytucji o charakterze chorwackim.
W 1950 roku po fuzji klubów Bratstvo i Tekstilac zostało reaktywowane Fiskulturno društvo "Zvezda" (FD Zvezda), które w 1969 roku przywróciło starą nazwę FK Bačka. W 2001, po obchodach 100-lecia klub przyjął nazwę FK Bačka 1901.

## Sukcesy

### Trofea międzynarodowe
Nie uczestniczył w rozgrywkach europejskich (stan na 31-05-2016).

### Trofea krajowe
| \| \| Zdobyte trofea w rozgrywkach Jugosławii (stan na: 31-03-2017) \| |                                                               |      |                                                                     |
| Rozgrywki                                                              | Osiągnięcie                                                   | Razy | Sezon(y)                                                            |
| Mistrzostwo                                                            | I miejsce                                                     | 0    |                                                                     |
| Mistrzostwo                                                            | II miejsce                                                    | 0    |                                                                     |
| Mistrzostwo                                                            | III miejsce                                                   | 1    | 1925                                                                |
| Puchar                                                                 | zdobywca                                                      | 0    |                                                                     |
| Puchar                                                                 | finalista                                                     | 0    |                                                                     |
| Puchar                                                                 | 1/8 finału                                                    | 1    | 1974                                                                |
| II liga                                                                | I miejsce                                                     | 3    | 1923 (Suboticki OZPN), 1925 (Suboticki OZPN), 1926 (Suboticki OZPN) |
| II liga                                                                | II miejsce                                                    | 0    |                                                                     |
| II liga                                                                | III miejsce                                                   | 0    |                                                                     |
|                                                                        | Zdobyte trofea w rozgrywkach Jugosławii (stan na: 31-03-2017) |      |                                                                     |

| \| \| Zdobyte trofea w rozgrywkach Węgier (stan na: 31-03-2017) \| |                                                           |      |                                                                                |
| Rozgrywki                                                          | Osiągnięcie                                               | Razy | Sezon(y)                                                                       |
| Mistrzostwo                                                        | I miejsce                                                 | 0    |                                                                                |
| Mistrzostwo                                                        | II miejsce                                                | 0    |                                                                                |
| Mistrzostwo                                                        | III miejsce                                               | 0    |                                                                                |
| Puchar                                                             | zdobywca                                                  | 0    |                                                                                |
| Puchar                                                             | finalista                                                 | 0    |                                                                                |
| II liga                                                            | I miejsce                                                 | 4    | 1908/09 (południe), 1911/12 (południe), 1912/13 (południe), 1918/19 (południe) |
| II liga                                                            | II miejsce                                                | 1    | 1909/10 (południe)                                                             |
| II liga                                                            | III miejsce                                               | 1    | 1910/11 (południe)                                                             |
| Węgry                                                              | Zdobyte trofea w rozgrywkach Węgier (stan na: 31-03-2017) |      |                                                                                |

## Stadion
Klub rozgrywa swoje mecze domowe na stadionie na Somborskoj kapiji w Suboticy, który może pomieścić 3700 widzów.